# Polnische Meisterschaften im Naturbahnrodeln 2006
Die Polnischen Meisterschaften im Naturbahnrodeln 2006 fanden am 8. März in Szczyrk-Biła in der Woiwodschaft Schlesien statt.

## Einsitzer Herren
| Rang | Name               | Klub                               | Jahrgang | Zeit 1.     | Zeit 2.     | Gesamtzeit  |
| ---- | ------------------ | ---------------------------------- | -------- | ----------- | ----------- | ----------- |
| 01   | Damian Waniczek    | LKS Jastrząb Szczyrk               | 1981     | 33,99 s     | 33,77 s     | 1:07,76 min |
| 02   | Adam Jędrzejko     | KSS Beskidy Bielsko-Biała          | 1987     | 34,64 s     | 34,55 s     | 1:09,19 min |
| 03   | Dominik Goryl      | ULKS Lipowiec Czechowice-Dziedzice | 1982     | 35,11 s     | 34,79 s     | 1:09,90 min |
| 04   | Tobiasz Pieszko    | LKS Jastrząb Szczyrk               | 1986     | 35,30 s     | 35,78 s     | 1:11,08 min |
| 05   | Andrzej Laszczak   | LKS Jastrząb Szczyrk               | 1976     | 35,85 s     | 35,40 s     | 1:11,25 min |
| 06   | Piotr Kobza        | KSS Beskidy Bielsko-Biała          | 1988     | 35,96 s     | 36,11 s     | 1:11,97 min |
| 07   | Sławomir Jędrzejko | KSS Beskidy Bielsko-Biała          | 1988     | 36,46 s     | 36,45 s     | 1:12,91 min |
| 08   | Karol Sikora       | ULKS Lipowiec Czechowice-Dziedzice | 1987     | 37,14 s     | 36,79 s     | 1:13,93 min |
| 09   | Damian Fender      | LKS Jastrząb Szczyrk               | 1991     | 37,24 s     | 37,50 s     | 1:14,74 min |
| 10   | Robert Duraj       | ULKS Lipowiec Czechowice-Dziedzice | 1986     | 38,03 s     | 37,53 s     | 1:15,56 min |
| 11   | Mateusz Kobielus   | KSS Beskidy Bielsko-Biała          | 1989     | 37,35 s     | 38,38 s     | 1:15,73 min |
| 12   | Dawid Jachnicki    | KSS Beskidy Bielsko-Biała          | 1991     | 38,38 s     | 37,37 s     | 1:15,75 min |
| 13   | Łukasz Kobielus    | KSS Beskidy Bielsko-Biała          | 1982     | 38,64 s     | 38,21 s     | 1:16,85 min |
| 14   | Mirosław Ryś       | TK                                 | 1967     | 40,05 s     | 39,74 s     | 1:19,79 min |
| 15   | Dariusz Świątek    | UKS Boćwinka                       | 1984     | 43,73 s     | 41,59 s     | 1:25,32 min |
| 16   | Szymon Kubik       | UKS Sopotnia Mała                  | 1989     | 1:03,92 min | 40,60 s     | 1:44,52 min |
| 17   | Artur Widera       | ULKS Zryw                          | 1989     | 50,47 s     | 1:01,23 min | 1:51,70 min |
| 18   | Dariusz Mizia      | UKS Sopotnia Mała                  | 1991     | 1:16,01 min | 55,53 s     | 2:11,54 min |

## Einsitzer Damen
| Rang | Name              | Klub                               | Jahrgang | Zeit 1.     | Zeit 2.     | Gesamtzeit  |
| ---- | ----------------- | ---------------------------------- | -------- | ----------- | ----------- | ----------- |
| 1    | Kinga Gawlas      | UKS Sopotnia Mała                  | 1989     | 35,54 s     | 36,34 s     | 1:11,88 min |
| 2    | Marzena Goryl     | ULKS Lipowiec Czechowice-Dziedzice | 1985     | 37,82 s     | 36,66 s     | 1:14,48 min |
| 3    | Magdalena Krupa   | KSS Beskidy Bielsko-Biała          | 1987     | 37,94 s     | 38,03 s     | 1:15,97 min |
| 4    | Monika Sikora     | ULKS Lipowiec Czechowice-Dziedzice | 1989     | 39,83 s     | 40,10 s     | 1:19,93 min |
| 5    | Natalia Waniczek  | LKS Jastrząb Szczyrk               | 1991     | 42,19 s     | 40,75 s     | 1:22,94 min |
| 6    | Judyta Ruszewska  | UKS Łoś Gołdap                     | 1987     | 42,64 s     | 42,52 s     | 1:25,16 min |
| 7    | Natalia Gagatek   | ULKS Lipowiec Czechowice-Dziedzice | 1988     | 43,33 s     | 44,14 s     | 1:27,47 min |
| 8    | Aleksandra Szuler | UKS Łoś Gołdap                     | 1990     | 1:09,06 min | 49,98 s     | 1:59,04 min |
| 9    | Klaudia Chowaniec | UKS Sopotnia Mała                  | 1991     | 44,07 s     | 1:31,29 min | 2:15,36 min |

## Doppelsitzer
| Rang | Namen                               | Klub                               | Jahrgang  | Zeit 1.     | Zeit 2. | Gesamtzeit  |
| ---- | ----------------------------------- | ---------------------------------- | --------- | ----------- | ------- | ----------- |
| 1    | Andrzej Laszczak Damian Waniczek    | LKS Jastrząb Szczyrk               | 1976 1981 | 36,86 s     | 37,79 s | 1:14,65 min |
| 2    | Adam Jędrzejko Piotr Kobza          | KSS Beskidy Bielsko-Biała          | 1988 1987 | 38,34 s     | 37,99 s | 1:16,33 min |
| 3    | Tobiasz Pieszko Damian Fender       | LKS Jastrząb Szczyrk               | 1986 1991 | 39,61 s     | 40,48 s | 1:20,09 min |
| 4    | Dominik Goryl Marzena Goryl         | ULKS Lipowiec Czechowice-Dziedzice | 1982 1985 | 39,49 s     | 48,65 s | 1:28,14 min |
| 5    | Karol Sikora Robert Duraj           | ULKS Lipowiec Czechowice-Dziedzice | 1987 1986 | 41,31 s     | 47,44 s | 1:28,75 min |
| 6    | Dariusz Świątek Judyta Ruszewska    | UKS Boćwinka UKS Łoś Gołdap        | 1984 1987 | 1:13,93 min | 50,09 s | 2:04,02 min |
| –    | Sławomir Jędrzejko Mateusz Kobielus | KSS Beskidy Bielsko-Biała          | 1988 1989 | 40,52 s     | DNS     | DNS         |